# لولا ألبريت
لولا ألبريت (بالإنجليزية: Lola Albright)‏ (مواليد 20 يوليو 1924 في آكرون - 23 مارس 2017)، هي ممثلة ومغنية أمريكية بدأت مسيرتها الفنية عام 1947.

## وصلات خارجية
- لولا ألبريت على موقع IMDb (الإنجليزية)
- لولا ألبريت على موقع روتن توميتوز (الإنجليزية)
- لولا ألبريت على موقع ألو سيني (الفرنسية)
- لولا ألبريت على موقع ميوزك برينز (الإنجليزية)
- لولا ألبريت على موقع تيرنر كلاسيك موفيز (الإنجليزية)
- لولا ألبريت على موقع أول موفي (الإنجليزية)
- لولا ألبريت على موقع قاعدة بيانات الأفلام السويدية (السويدية)
- لولا ألبريت على موقع إن إن دي بي (الإنجليزية)
- لولا ألبريت على موقع أول ميوزيك (الإنجليزية)
- لولا ألبريت على موقع ديسكوغز (الإنجليزية)